# William Grenville
William Wyndham Grenville, corect William Wyndham Grenville, 1st Baron Grenville PC, PC (Ire) (n. 25 octombrie 1759, Buckinghamshire, Anglia, Regatul Marii Britanii – d. 12 ianuarie 1834, Buckinghamshire, Anglia, Regatul Unit al Marii Britanii și Irlandei) a fost un politician britanic, om de stat al partidului Whig statesman.
A fost prim ministru al Regatului Unit între anii 1806 și 1807, fiind liderul unui guvern cunoscut în istoria Regatului Unit ca Guvernul tuturor talentelor (în original, Ministry of All the Talents), guvern de coaliție realizat după decesul lui William Pitt cel Tânăr din anul anterior, 1806.

## Familie
Grenville a fost fiul lui George Grenville, la rândul său, un fost prim-ministru, politician al Partidului Whig.  Mama sa, Elizabeth a fost fiica unui om de stat Tory, politicianul Sir William Wyndham Bart.  A avut doi frați, Thomas și George, fiind unchiul Primului Duce Buckingham and Chandos.